# Hoya manipurensis
Hoya manipurensis är en oleanderväxtart som beskrevs av Debendra Bijoy Deb. Hoya manipurensis ingår i släktet Hoya och familjen oleanderväxter. Inga underarter finns listade i Catalogue of Life.